# Boris Volek
Boris Volek (26. srpna 1928 Spišská Nová Ves – 11. listopadu 1952 Věznice Pankrác) byl český protikomunistický odbojář a skaut odsouzený v roce 1952 v politickém procesu k trestu smrti a následně popraven.

## Životopis
Narodil se v roce 1928 v Spišské Nové Vsi na dnešním Slovensku. Jeho otec byl učitel na místním gymnáziu. Po absolvování měšťanské školy a odborné drogistické školy studoval na Vyšší chemické průmyslové škole v Kolíně.

### Bratrstvo
Během svých studií založil s několika spolužáky a skauty studentskou odbojovou skupinu zvanou Bratrstvo. Členové skupiny se snažili dostat ke zbraním, se kterými by potom mohli pomoci při státním převratu. Plánovali rovněž přepadení stanice Sboru národní bezpečnosti. Od útoků nakonec ale upustili. Skupina se snažila navázat kontakty s dalšími odbojovými organizacemi v Československu i v zahraničí. Kromě Volka byli členy vedení skupiny také Evžen Vítek a Jaroslav Martínek. Vítek ještě v roce 1948 uprchl do Západního Německa, kde se setkal s někdejším ministrem Hubertem Ripkou. Po návratu Vítka do země byl Volek koordinátorem špionážních akcí v průmyslových závodech. V dubnu 1949 připravil Volek text přísahy, kterou každý člen skupiny sliboval boj za svobodu a demokracii proti „rudé totalitě“.

### Zatčení a odsouzení
Vítek byl nicméně zatčen na začátku roku 1950 poté, co byl i přes řadu předchozích úspěšných pokusů o překročení státní hranice dopaden. Dne 1. března 1950 byl poté zatčen i Volek, neboť činnost skupiny zřejmě při brutálních výsleších StB Vítek vyšetřovatelům vyzradil. V průběhu měsíce byly poté zadrženy další asi dvě desítky členů skupiny. Volek byl poté v politickém procesu v prosinci 1950 odsouzen k trestu odnětí svobody v délce trvání 16 let za velezradu, špionáž a vyzvědačství.

### Útěk z trestaneckého tábora
Po vynesení rozsudku byl převezen do trestaneckého tábora v Horním Slavkově, kde byl nucen pracovat v uranovém dole. V rámci práce na šachtě se pokusil prokopat hlubinnou chodbu, kterou chtěl s dalšími dvěma spoluvězni utéct. V červenci 1951 začal v táboře plánovat s dalšími spoluvězni jiný útěk. Dne 15. října 1951 krátce po půlnoci omráčili jednoho z dozorců a útěk zahájili. Krátce poté ovšem jeden z trestanců střelil dozorce Josefa Guckého, kterého vyrušil hluk při omráčení prvního dozorce. Dozorce Gucký později na následky zranění zemřel. Několika trestancům se podařilo uprchnout, nicméně při přestřelce u Stanovic jich pět zemřelo, další včetně Volka byli postupně dopadeni a zatčeni. Do pátrání po trestancích se totiž zapojila i armáda.

### Trest smrti
Soudní proces s přeživšími trestanci proběhl v březnu 1952 v Hornickém domě v Jáchymově. Volek v něm byl odsouzen za trestné činy velezrady, vyzvědačství a vraždy k trestu smrti. V květnu 1952 potvrdil rozsudek Nejvyšší soud. Popraven byl v listopadu 1952 spolu s Jozefem Karolíkem a Ladislavem Plškem.

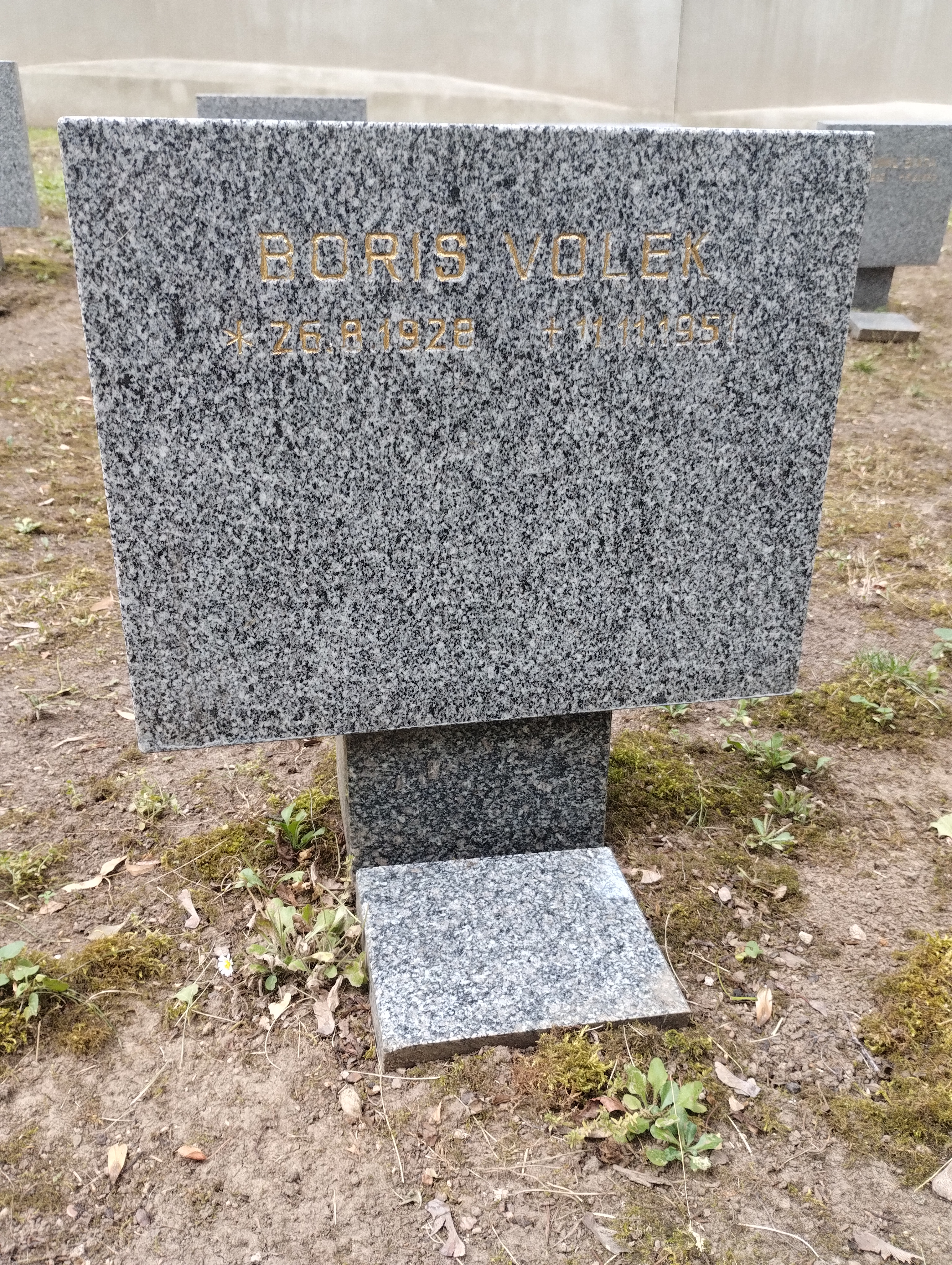
Symbolický náhrobek B. Volka na Čestném pohřebišti v Ďáblicích

## Připomínka
Po sametové revoluci byl v únoru 1991 rehabilitován. V roce 1996 byla na jeho památku na budově střední průmyslové školy v Kolíně (Heverova 191), kde studoval, odhalena bronzová pamětní deska. Roku 2008 byla ukradena, o rok později 11. listopadu 2009 na výročí Volkovy popravy byla nahrazena plastovou kopií.

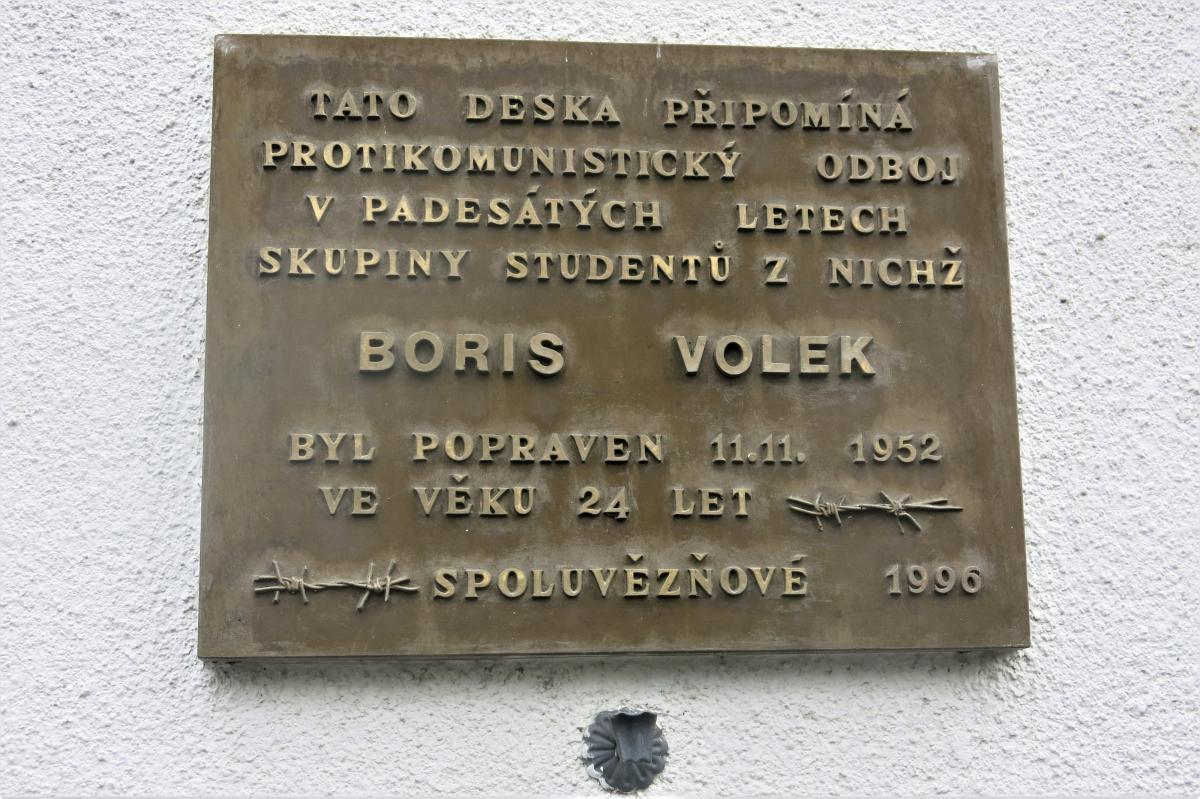
Pamětní deska Borise Volka v Kolíně